# Vaterländischer Verlag C. A. Weller
Der Vaterländische Verlag C. A. Weller war ein Verlag in Berlin von 1903 bis etwa 1939.

## Geschichte
1903 gründete Carl Weller den Vaterländischen Verlag in Berlin. Dieser gab in den folgenden Jahrzehnten besonders Publikationen über deutsche Kriege und besondere Persönlichkeiten heraus. Seit etwa 1923 nannte er ihn Vaterländischer Verlag C. A. Weller zur Unterscheidung von neueren  gleichnamigen Verlagen.
Seit 1933 wurde er von der NSDAP unter Julius Streicher genutzt, unter anderem mit Berichten über die Reichsparteitage in Nürnberg.
Im Juni 1929 hat die Firma C. A. Weller ein Ehren-Diplom vom Verband der Felke-Vereine e. V. (Krefeld) für die mustergültige Ausstellung ihrer Erzeugnisse erhalten.

## Publikationen
- J. Scheibert: Der Krieg 1870/71, 1904, mehrere Neuauflagen
- Bruno Garlepp: Bismarck-Denkmal für das Deutsche Volk, Jubiläumsausgabe zum hundertsten Geburtstage des großen Kanzlers, 1915
- Paul Lindenberg (Hrsg.): Hindenburg-Denkmal für das deutsche Volk. Eine Ehrengabe zum 75. Geburtstag, 1922
  - Hindenburg-Denkmal für das deutsche Volk. Eine Ehrengabe zum 80. Geburtstag des Reichspräsidenten, 1928
- Eberhard von Manthay: Unsere Marine im Kriege 1914–1918, 1926, mehrere Neuauflagen